# Слоудайв
Slowdive е английска рок група, сформирана в Рединг, Беркшир през 1989 г. Групата се състои от Рейчъл Госуел (вокали и китара), Саймън Скот (барабани), Нийл Халстед (вокали и китара), Ник Чаплин (бас) и Кристиан Савил (китара).
Стилът на групата е описан като дрийм поп, шугейзинг, инди рок и ембиънт.

## История

### Формация и ранни ЕP: 1989 – 1991
Slowdive се формира в Ридинг, Англия от Нийл Халстед и Рейчъл Госуел през октомври 1989 г. Двамата са приятели от 6-годишна възраст. Започват да правят музика в инди-поп група, наречена Pumpkin Fairies, с басиста Майк Котъл и барабаниста Адриан Сел. Когато групата се разпада, Халстед и Госуел сформират Slowdive с барабаниста Сел и приятеля му, басиста Ник Чаплин. Трети китарист на име Кристиан Савил, по-рано от групата Eternal, се присъединява, когато става единственият човек, който отговаря на реклама от групата. Рекламата призовава за женски китарист, но Савил толкова много иска да се присъедини, че предлага да носи рокля. Впоследствие се присъединява. Името Slowdive е вдъхновено от едноименния сингъл на групата Siouxsie and the Banshees.
Групата бързо записва демо. Малко след това Slowdive подписва с Creation Records. Сел напуска групата за университет, като е в групата само 6 месеца.
Едноименното EP на групата излиза през ноември 1990 г. и получава похвала от музикалните критици.
Барабанистът Нийл Картър се присъединява в Slowdive Рединг група the Color Mary точно навреме, за да свири в EP-то Morningrise, но напуска преди излизането му през февруари 1991 г. Впоследствие Саймън Скот поема барабаните, след като предишната му група се разпада. Holding Our Breath ЕP излиза през юни 1991 г., достигайки номер 52 в класацията за британски албуми, докато сингълът Catch the Breeze оглавява UK Indie Chart.

### Just for a Day: 1991 – 1992
До средата на 1991 г. Slowdive е определена за „шугейзинг“ група и част от the scene that celebrates itself от британската медия. Терминът shoegazer се отнася за групи които следвали примера на My Bloody Valentine с техните дисторшън китари и ефирни вокали. Докато тази „сцена“ представлявала тези съмишлени групи; шугейзърите обикновено ходели един на друг на концертите си. Slowdive ходи на турне с други шугейзинг групи през лятото на 1991 г. Британската музикална преса през това време става все по-подигравателна с жанра, когато бритпоп и гръндж движенията започват.
Дебютът им Just for a Day е пуснат през септември 1991 г. и се поставя в топ 10 на UK Indie Chart. NME дава положителна рецензия на записа, но по-голямата част от пресата като цяло не харесва албума, тъй като през това време започва обратна реакция срещу шугейзинг жанра. Тази реакция се влошава, когато критиците преоценяват жанра след излизането на албума Loveless на My Bloody Valentine през ноември 1991 г.
Групата прави турне в Обединеното кралство през есента на 1991 г. След това групата прави първото си посещение в САЩ и обикаля с алтернативна рок група Blur. Последва турне в Европа през февруари 1992 г.

## Дискография
- Just for a Day (1991)
- Souvlaki (1993)
- Pygmalion (1995)
- Slowdive (2017)
- everything is alive (2023)